# Oscar Kjellberg

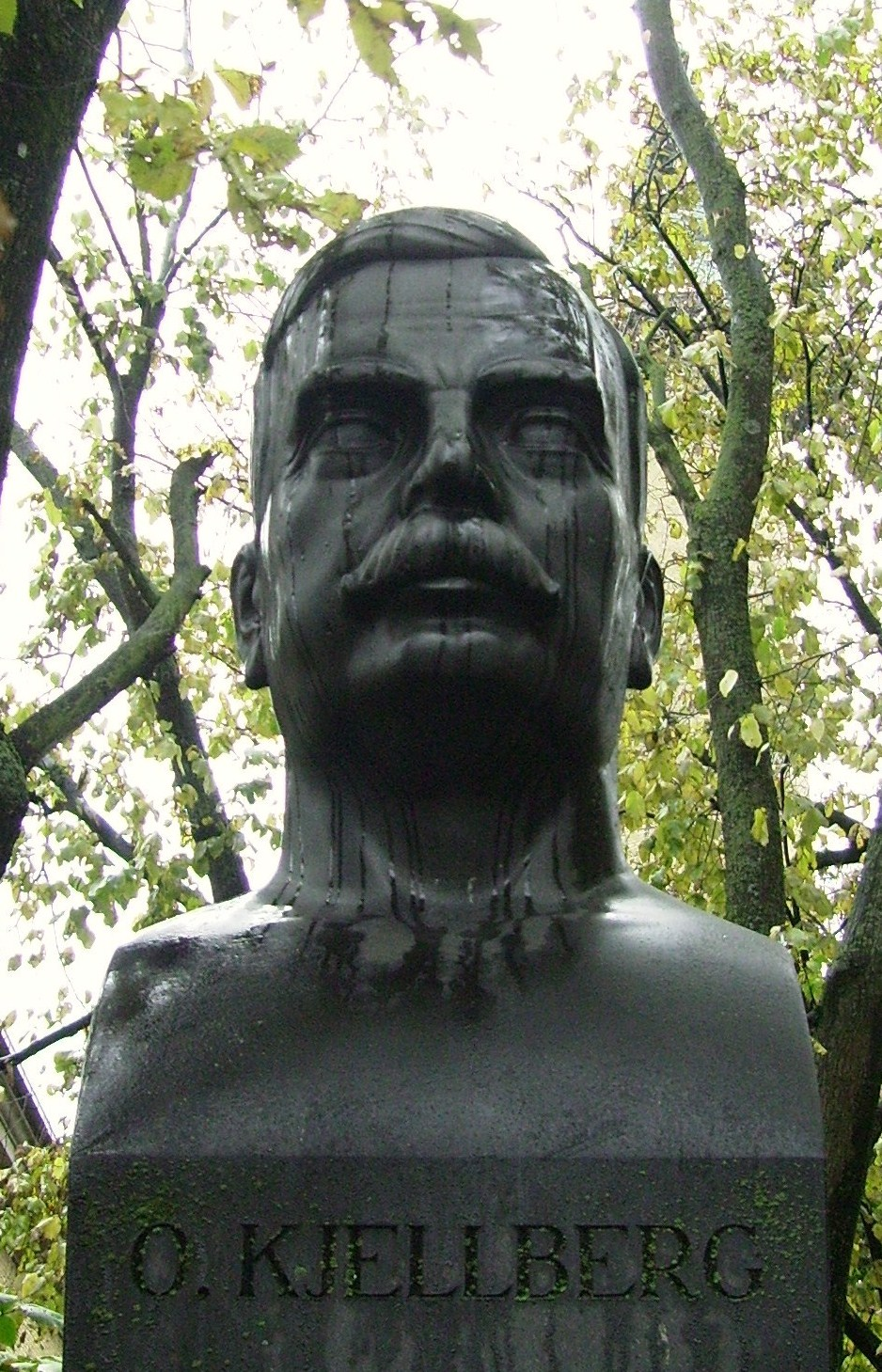
Busto de Oscar Kjellberg em Sjöfartsmuseet, Göteborg. Esculpido por Arvid Bryth, em 1957.

Oscar Kjellberg (21 de Setembro de 1870 – 5 de Julho de 1931) foi um empresário sueco, criador da empresa ESAB que, como pioneiro na fabricação de consumíveis de soldagem a arco elétrico, é considerado o "pai" do eletrodo revestido.
No início do século XX, em 1904, Oscar encontrou uma resposta pra uma questão que, na época, corria pelo mundo das indústrias. Com a descoberta do arco elétrico, foram feitas tentativas de se soldar alguns metais, mas como não havia nada pra proteger o arco das reações da atmosfera normal, a solda não tinha sucesso. Passaram a utilizar então, eletrodos de carvão, o que resultava num aumento da fragilidade da solda resultante.
Kjellberg inovou, utilizando um núcleo metálico revestido com um material celulósico que, na queima pelo arco aberto, produzia gases e uma camada de escória que protegiam a solda até que ela se resfriasse sem ser prejudicada pela atmosfera. Nasceu assim então, o eletrodo revestido.

## Ligação externa
- Kjellberg Finsterwalde
- Oscar Kjellberg - O criador do Eletrodo Revestido

1. ↑  Biografie von Oscar Kjellberg (PDF; 2,6 MB)